# Canon por copia privada (España)
El canon por copia privada o canon digital es una tasa aplicada a diversos medios de grabación y cuya recaudación reciben los autores, editores, productores y artistas, asociados a alguna entidad privada de gestión de derechos de autor, en compensación por las copias que se hacen de sus trabajos en el ámbito privado.
El canon por copia privada se cobra en España a los fabricantes e importadores de los equipos, aparatos y materiales que sirven para la duplicación de obras protegidas por la Ley de Propiedad Intelectual y disposiciones conexas, ya sean literarias, musicales o audiovisuales. No obstante, la Sociedad General de Autores y Editores (SGAE) indica que la Ley de Propiedad Intelectual considera responsables solidarios del pago de la remuneración a los distribuidores, mayoristas y minoristas sucesivos adquirentes, si en la factura de sus proveedores no aparece desglosado el importe de la remuneración.
En 2020, la Ventanilla Única Digital que gestiona el canon por copia privada facturó más de 55 millones de euros.

## Historia
El canon por copia privada se incorporó por primera vez en la legislación española en la Ley 22/1987, de 11 de noviembre, de Propiedad Intelectual, que introdujo el derecho a realizar copias privadas. En el artículo 25 del texto refundido de la Ley de Propiedad Intelectual española (Real Decreto Legislativo 1/1996, de 12 de abril, durante el último gobierno en funciones de Felipe González), regula la pretensión compensatoria resultante de una afectación del derecho patrimonial de autores, editores, artistas, productores audiovisuales y fonográficos, cuando el comprador realiza copias para uso privado. La Ley obliga a ejercitar el cobro a través de las entidades de gestión colectiva (SGAE, AIE y AGEDI). Por ello se le denomina un "derecho de remuneración de gestión colectiva forzosa".
El 14 de enero de 2002, el Juzgado de Primera Instancia número 22 de Barcelona resolvió un proceso judicial a favor de la SGAE en la que estimó íntegramente que la compañía de fabricación de CD y DVD TRAXDATA debería abonar en concepto de compensación por derechos de autor la cantidad atrasada hasta ese momento y que consistía en 37 pesetas (0,22 €) por los soportes de 74 minutos y en 40 pesetas (0,24€) por los de 80 minutos. De este modo, el canon de compensación a partir de ese mismo momento pasaría a aplicarse de cintas de casete a CD también.
El 18 de diciembre de 2007, durante la segunda legislatura de José Luis Rodríguez Zapatero, se empezó a aplicar un canon a las grabadoras de CD+DVD de 6,61 a 3,40 euros, a los MP3 y MP4 de 3,15 euros por cada uno de estos aparatos, igual que a los teléfonos móviles o una PDA capaz de almacenar o reproducir música, por los que se abonaran 1,5 euros más como resultado de un nuevo acuerdo entre las entidades de gestión de derechos de propiedad intelectual (con la SGAE al frente) y ASIMELEC. Esto provocó una gran polémica al resultar evidente que estos soportes se usan con frecuencia para otros fines ajenos a la copia privada, y porque dicho acuerdo se negoció sin la participación ni presencia de consumidores y autoridades. Los defensores del acuerdo señalan que, al tratarse de un acuerdo entre particulares, no es precisa la consulta a terceros ajenos al objeto del mismo y que, dado que al día de hoy la tecnología no permite tasar estrictamente la copia privada, por ser imposible la determinación del título y el número de copias realizadas, la única solución posible consiste en la adopción de una compensación generalizada e indiscriminada.
El 21 de octubre de 2010, el tribunal de la Unión Europea declara legal y conforme al derecho europeo la adaptación al derecho español de la directiva europea y el canon compensatorio, pero cuestiona su aplicación indiscriminada en el caso de empresas y profesionales, aclarando que el problema surge siempre y cuando los aparatos adquiridos por estos sean destinados a fines distintos al de la copia privada. El tribunal estima que en el caso de los particulares que adquieren aparatos y soportes susceptibles de realizar copias protegidas, no es necesario probar que se destinaran a ese fin para aceptar como legal la aplicación del canon.
El 30 de noviembre de 2010 otra sentencia del TJUE cuestiona nuevamente la validez del modelo aplicado en España para el cobro de la compensación por copia privada, al archivar una causa prejudicial planteada por Juzgado de lo Mercantil número 1 de Santa Cruz de Tenerife.
El 24 de marzo de 2011, la Audiencia Nacional anuló la orden que regula las tarifas aplicables a los diversos aparatos y soportes grabados con el canon digital. El motivo es que por ser un reglamento este necesitaba unos trámites relacionados con memorias justificativas y económicas que no se realizaron.
El 12 de julio de 2011 el Congreso de los Diputados vota favorablemente una proposición no de ley que insta al Gobierno a la supresión de dicho canon y a su sustitución por otra fórmula de compensación a autores y propietarios de contenidos que se ajuste más a las copias y usos realmente efectuados. El 31 de diciembre de 2011 el canon fue definitivamente derogado por el recién constituido nuevo Congreso de los Diputados, siendo reemplazado por un nuevo pago esta vez a cargo del Estado cuyo procedimiento está por desarrollar.
En 2017 se volvió a implantar el canon por copia privada en los soportes físicos.

## Defensores del canon
Históricamente, el canon compensatorio por copia privada fue propuesto por los fabricantes de aparatos electrónicos capaces de grabar contenidos protegidos para posibilitar la comercialización de estos aparatos. La introducción del formato casete hizo que la grabación de contenidos por particulares carentes de legitimidad para ello y contraria a la Ley de Propiedad Intelectual se convirtiera en algo al alcance de cualquiera. Los primeros magnetófonos de este tipo se comercializaron con esta funcionalidad limitada. Los fabricantes propusieron a autores, creadores y productores afectados que aceptaran la modificación de la ley que les concede la exclusiva de la fabricación de copias de sus obras, y a cambio les compensarían con una cantidad global pactada que se dividiría entre los aparatos y soportes vendidos. Se introdujo así el pago de una pequeña suma por cada aparato o soporte capaz de realizar copias, lo que permitió su comercialización e hizo posible su uso por personas sin capacidad legal para copiar las obras. Nació así la excepción de copia privada, una modificación de la Ley de Propiedad Intelectual que autoriza al usuario a hacer copias para su uso personal de material protegido al que haya tenido acceso legítimo. Con posterioridad, la norma se aplicó a los grabadores de vídeo y sus cintas.
La llegada de los soportes digitales y la popularización de formatos de grabación de audio y vídeo por estos sistemas, provocó un nuevo conflicto entre la industria de la electrónica de consumo y los productores y creadores de contenidos. En un primer momento se diferencia entre discos compactos destinados al uso informático y los destinados a hacer copias de material protegido. Estos últimos resultaban más caros, al soportar un canon compensatorio, por lo que el público se inclinó por utilizar los más baratos para hacer sus copias privadas. El fracaso de este intento llevó a la aplicación de un canon generalizado que se extendió, a otros aparatos y soportes digitales a medida que se fueron introduciendo en el mercado.
Según han declarado los defensores del canon, y como puede deducirse de su historia y su formulación, este compensa de alguna manera a los legítimos propietarios de las obras duplicadas por los particulares. Adicionalmente, se estima que permite la protección de la industria cultural y, al mantener los niveles de actividad económica asociados a la fabricación de copias, fomenta la aparición de nuevos talentos[cita requerida]. Algunos han propuesto su extensión a las líneas ADSL, routers/antenas WiFi, etcétera, para compensar la distribución no autorizada de material protegido que se realiza a través de sistemas P2P. Sin embargo, ninguna asociación de gestión de derechos o colectivo de creadores o propietarios de obras protegidas acepta esta solución al problema de la difusión incontrolada por Internet, proponiendo en su lugar la prohibición de la misma y el desarrollo de sistemas de descarga reglados y legales que les compensen adecuadamente.

## Objeciones al canon
Buena cantidad de españoles está en contra del canon digital, lo que se muestra con iniciativas tales como la recolección de 3 millones de firmas en contra. Además, los consumidores han iniciado distintas campañas en contra, sobre todo en Internet. En http://www.todoscontraelcanon.es. Estos consideran que el canon es arbitrario, al no llevar el control de qué obras musicales son realmente utilizadas al repartir el dinero entre los autores y propietarios de las obras. Según los estatutos de la SGAE, el reparto se realiza de forma proporcional a la «importancia» del autor. Otras entidades de gestión adoptan criterios diferentes (difusión, audiencia, etc.). 
Obviamente, canon se cobra también a quien usa cintas, CD o DVD para grabar su propia música, datos personales o material que no pertenezca a socios de la SGAE u otras entidades de gestión, por lo que muchos usuarios han tildado a dicha compañía como ladrones. El acuerdo original que introdujo la excepción de copia privada y el canon compensatorio contemplaba que, al ser imposible concretar el uso dado a los aparatos y soportes comercializados, se gravarían todos en función de su capacidad de almacenamiento y copiado. 
Los detractores del canon insisten con frecuencia en que este vulnera la presunción de inocencia, garantizada en la Constitución Española, ya que presume que toda persona que adquiera un soporte grabable virgen, lo utilizará para copiar material registrado. Dado que el canon ampara una actividad perfectamente legal, la realización de copias para uso personal, dicha objeción carece de sentido jurídico o lógico, pese a lo cual se repite insistentemente y se mantiene en el tiempo y algunas asociaciones han intentado hacerla valer ante los tribunales sin éxito..
Según la legislación vigente, es posible definir excepciones al cobro del canon para algunos usos determinados o ciertas usuarios (administración, personas jurídicas, asociaciones), aunque en la actualidad parece que nunca se ha aplicado.
Los detractores del canon cuestionan con frecuencia las estimaciones del impacto de la copia privada y el lucro cesante que realizan los propietarios de las obras. Si la SGAE aplicase en sus estimaciones la relación de sustitución (1 copia = 1 venta), se podría considerar pacíficamente que las valoraciones de dicho organismo referentes a la minoración de ingresos derivadas de la copia privada están, en enorme medida, sobrevaloradas y condicionadas por el interés de maximizar el canon. Si la SGAE corrige dichas cifras considerando que 1 copia < 1 venta, debería reconocerse que no se está planteando correctamente el tema en sus declaraciones públicas. Dado que la SGAE en ningún caso ha aplicado dicha correlación y que se limita a exigir el pago de la compensación ofrecida por la industria electrónica y recogida en el ordenamiento legal vigente, cualquier especulación sobre la relación entre número de copias y de originales vendidos es ajena al asunto.
Actualmente, el cobro de este impuesto se encuentra recurrido por vía penal por varias asociaciones, tanto de internautas como de usuarios en general, que interpretan que vulnera el derecho a la presunción de inocencia. Así mismo, se ha recurrido por vía contencioso-administrativa ante la Audiencia Nacional.
El Reino Unido, Irlanda, Luxemburgo, Chipre y Malta no autorizan la realización de copias privadas y, en consecuencia, son los únicos países europeos en los que no se cobra canon compensatorio. En Reino Unido, por ejemplo, la realización de copias para uso personal puede incluso dar lugar a persecución por vía penal. 
El canon se aplica también en países fuera de la esfera europea, como en Australia, Canadá, y en general, en los asociados a la WIPO. En EUA, pese a que no existe la excepción de copia privada, la grabación de música para uso personal está autorizada, pero los soportes y aparatos destinados a ello están gravados por una tasa compensatoria del 3%. En otros países, el estado compensa directamente a los propietarios del material protegido por la copia privada de sus obras. En Noruega, en 2010, el estado destinó a este fin 49 millones de euros . Aplicando criterios de proporcionalidad, considerando que este país tiene una población de 4,9 millones de habitantes. el Estado español pagaría alrededor de 490 millones de canon compensatorio, cinco veces más de la recaudación que genera el modelo en vigor en España. Para valorar dicha cantidar adecuadamente, conviene señalar que la industria electrónica que se opone al canon facturó en España en 2010 47.700 millones de euros, de los cuales 9.700 se generaron con los aparatos de uso doméstico.
En general, se trata de una ley impopular, interpretada por los usuarios como un intento "injusto" de compensar a las compañías discográficas del perjuicio que les supone la obtención gratuita de obras artísticas sin la obtención del lucro que legalmente les corresponde. Esta percepción ha sido promovida mediante campañas sufragadas por una parte de la industria informática española, que se concreta en la financiación de iniciativas como la plataforma Todos contra el canon. Esta actitud contrasta con la adoptada en otros países europeos con la misma legislación, en los que las mismas empresas la han acatado sin criticarla ni promover iniciativa alguna en su contra [cita requerida]. 
Algunos opinan que el canon en España es uno de los más altos de Europa.
Otra de las objeciones dadas por los consumidores es la aplicación del IVA sobre el canon, es decir, aplican un impuesto que sólo se puede aplicar a servicios o bienes, mientras que en el caso del canon se hace caso omiso de la ley 37/1992, del IVA, artículo 4.